# Constantin II (roi de Kakhétie)
Pour les articles homonymes, voir Constantin II.
Constantin II (en géorgien : კონსტანტინე II) ou Mahmoud Qulī Khān (მაჰმად ყული-ხანი ; mort le 28 décembre 1732) est roi de Kakhétie de 1722 à 1732 et roi de Karthli en 1723 ; il appartient à la dynastie des Bagration.

## Biographie
Constantin II est le fils aîné mais illégitime du roi Héraclius Ier de Kakhétie. Il naît et est élevé en musulman à la cour séfévide où il porte le nom de Mahmoud Qouli Khan. En 1703, il est nommé par Chah Huseyin darugha (« préfet ») de la capitale Ispahan.
En 1722, à la mort de son demi-frère David II Iman Qouli Khan, il est porté sur le trône de Kakhétie ; dans le même temps, il reçoit le gouvernement du Karabagh, de Gandja et d’Erevan. Fidèle vassal des Perses, il entre en conflit avec son voisin le roi de Karthli Vakhtang VI Hussain Qouli Khan, qui cherche à s’émanciper de la tutelle iranienne.
Lorsque ce dernier est destitué par le Chah en 1723, Constantin II Mahmoud Qouli Khan obtient le titre de roi de Karthli et s’empare de Tiflis mais ne réussit pas à capturer Vakhtang VI Hussain Qouli Khan, ni son fils le régent Bakar Ier Shah Nawaz Khan IV, qui continuent à contrôler le haut-Karthli (Sidha Karthli).
Lors de l’invasion de l’armée ottomane en Géorgie orientale qui suit ces événements, Constantin II tente de négocier avec les Ottomans qui, après l’éviction de Vakhtang VI, soutiennent contre lui le prince Bakar Ier Ilbrahim Pacha. Il se réconcilie avec son concurrent, mais lorsque les Ottomans occupent également la Kakhétie et que Bakar Ier rejoint son père en exil en Russie en 1724, Constantin II mène la résistance contre les Ottomans. En 1725, il fait la paix avec Constantinople, retrouve la Kakhétie et accepte à son tour de devenir un musulman sunnite.
Toutefois, lorsque après 1730 le futur Nâdir Shâh commence à repousser les Ottomans et à rétablir la position iranienne dans le Caucase, Constantin II rompt avec les Ottomans. Il est attiré dans un  piège, sous prétexte de négociations, et assassiné le 28 décembre 1732 par Yousouf Jakéli, le fils d'Ishaq Ier Jakéli, pacha d'Akhaltsikhé, qui commande l’armée d’occupation ottomane en Karthli.